# Reynier Mena
Reynier Mena (ur. 21 listopada 1996) – kubański lekkoatleta specjalizujący się w biegach sprinterskich. 
W 2013 zdobył brąz mistrzostw świata juniorów młodszych w Doniecku zarówno na 100, jak i na 200 metrów. Złoty i srebrny medalista igrzysk Ameryki Środkowej i Karaibów (2014). Uczestnik IAAF World Relays (2017).
Medalista mistrzostw Kuby.

## Osiągnięcia
| Rok  | Impreza                               | Miejsce        | Konkurencja             | Lokata               | Wynik   |
| ---- | ------------------------------------- | -------------- | ----------------------- | -------------------- | ------- |
| 2013 | Mistrzostwa świata juniorów młodszych | Donieck        | bieg na 100 metrów      | 3. miejsce           | 10,37   |
| 2013 | Mistrzostwa świata juniorów młodszych | Donieck        | bieg na 200 metrów      | 3. miejsce           | 20,79   |
| 2013 | Mistrzostwa panamerykańskie juniorów  | Medellín       | bieg na 200 metrów      | 1. miejsce           | 20,63   |
| 2014 | IAAF World Relays                     | Nassau         | sztafeta 4 × 100 metrów | 2. miejsce (Finał B) | 38,60   |
| 2014 | Mistrzostwa świata juniorów           | Eugene         | bieg na 200 metrów      | półfinał             | 20,81   |
| 2014 | Mistrzostwa świata juniorów           | Eugene         | sztafeta 4 × 400 metrów | eliminacje           | 3:10,60 |
| 2014 | Igrzyska Ameryki Środkowej i Karaibów | Xalapa         | bieg na 200 metrów      | 2. miejsce           | 20,54   |
| 2014 | Igrzyska Ameryki Środkowej i Karaibów | Xalapa         | sztafeta 4 × 100 metrów | 1. miejsce           | 38,94   |
| 2015 | Igrzyska panamerykańskie              | Toronto        | bieg na 100 metrów      | półfinał             | 10,23w  |
| 2015 | Igrzyska panamerykańskie              | Toronto        | bieg na 200 metrów      | półfinał             | 20,32   |
| 2015 | Igrzyska panamerykańskie              | Toronto        | sztafeta 4 × 100 metrów | eliminacje           | 39,61   |
| 2015 | Mistrzostwa panamerykańskie juniorów  | Edmonton       | bieg na 100 metrów      | 1. miejsce           | 10,17   |
| 2015 | Mistrzostwa panamerykańskie juniorów  | Edmonton       | bieg na 200 metrów      | 2. miejsce           | 20,34   |
| 2015 | Mistrzostwa świata                    | Pekin          | bieg na 200 metrów      | półfinał             | 20,56   |
| 2016 | Mistrzostwa ibero-amerykańskie        | Rio de Janeiro | bieg na 200 metrów      | 6. miejsce           | 20,73   |
| 2016 | Mistrzostwa ibero-amerykańskie        | Rio de Janeiro | sztafeta 4 × 100 metrów | 3. miejsce           | 38,93   |
| 2016 | Młodzieżowe mistrzostwa NACAC         | San Salvador   | bieg na 200 metrów      | 1. miejsce           | 20,41   |
| 2016 | Igrzyska olimpijskie                  | Rio de Janeiro | bieg na 200 metrów      | eliminacje           | 20,42   |
| 2016 | Igrzyska olimpijskie                  | Rio de Janeiro | sztafeta 4 × 100 metrów | eliminacje           | 38,47   |
| 2017 | IAAF World Relays                     | Nassau         | sztafeta 4 × 100 metrów | 5. miejsce (Finał B) | 39,90   |
| 2019 | Mistrzostwa świata                    | Doha           | bieg na 200 metrów      | półfinał             | 20,61   |

## Rekordy życiowe
- Bieg na 60 metrów (hala) – 6,55 (2025)
- Bieg na 100 metrów – 9,99 (2022)
- Bieg na 200 metrów – 19,63 (2022) rekord Kuby, 10. wynik w historii światowej lekkoatletyki